# Сероле
Серо̀ле (на италиански: Serole; на пиемонтски: Seiròle, Сейроле) е село и община в Северна Италия, провинция Асти, регион Пиемонт. Разположено е на 588 m надморска височина. Населението на общината е 133 души (към 2014 г.).